# CAP 2 Intentos
CAP 2 Intentos es un documental de 2016 escrito y dirigido por el director de cine venezolano Carlos Oteyza. La película se enfoca en los dos mandatos no consecutivos del presidente Carlos Andrés Pérez.

## Premios
La película fue galardonada como Mejor Documental por la Asociación "Algo de Cine".